# یاسوناری آکیاما
یاسوناری آکیاما (انگلیسی: Yasunari Akiyama؛ زادهٔ ۱۱ مارس ۱۹۴۸) کشتی‌گیر اهل ژاپن بود.